# Companhia Siderúrgica do Pecém
A Companhia Siderúrgica do Pecém (CSP) é uma usina siderúrgica integrada localizada no estado brasileiro do Ceará, na cidade de São Gonçalo do Amarante, sendo o empreendimento âncora do Complexo Industrial e Portuário do Pecém (CIPP). 
A CSP faz do Ceará um produtor e exportador de aço de alta qualidade. Está localizada em uma área de 571 hectares dentro da primeira Zona de Processamento de Exportação (ZPE) brasileira, fator fundamental para garantir ampla competitividade ao produto nacional. A CSP é uma indústria moderna, com tecnologia limpa e de ponta que tem como diretriz a sustentabilidade em todos seus aspectos - ambiental, social e econômico.
A produção é voltada para geração de semiacabados (placas de aço) de alta qualidade para a indústria naval, automotiva, construção civil entre outros. A Companhia Siderúrgica do Pecém é o maior investimento privado do Ceará e na sua fase de construção foi o segundo maior investimento privado do Brasil. Ela exporta suas placas de aço para mais de 24 países, aumentando consideravelmente as movimentações de produtos do Porto do Pecém, do Ceará, do Nordeste e do Brasil, o que a coloca entre as maiores empresas exportadoras do País.
Em março de 2023, as empresas sul-coreanas Dongkuk Steel e Posco (NYSE: PKX) e a brasileira Vale (NYSE: VALE) concluíram a venda da Companhia Siderúrgica do Pecém (CSP) por U$$ 2,2 bilhões para a ArcelorMittal.

## Histórico
A história da Companhia Siderúrgica do Pecém começa no dia 16 de abril de 2008. Nesse período, as empresas Vale e Dongkuk Steel assinaram o projeto do negócio que seria criado. Dois anos depois, a Companhia de Aço e Ferro Pohang (Posco) passaria a integrar o quadro de acionistas da CSP. A implantação do projeto previa uma usina siderúrgica integrada com capacidade de produzir três milhões de placas de aço por ano na sua primeira fase. Com a assinatura do projeto, foi iniciado o processo de obtenção de licenças de instalação e operação, audiências públicas e identificação de espécies de fauna e flora da região para que começasse a terraplenagem da área e a construção da CSP.

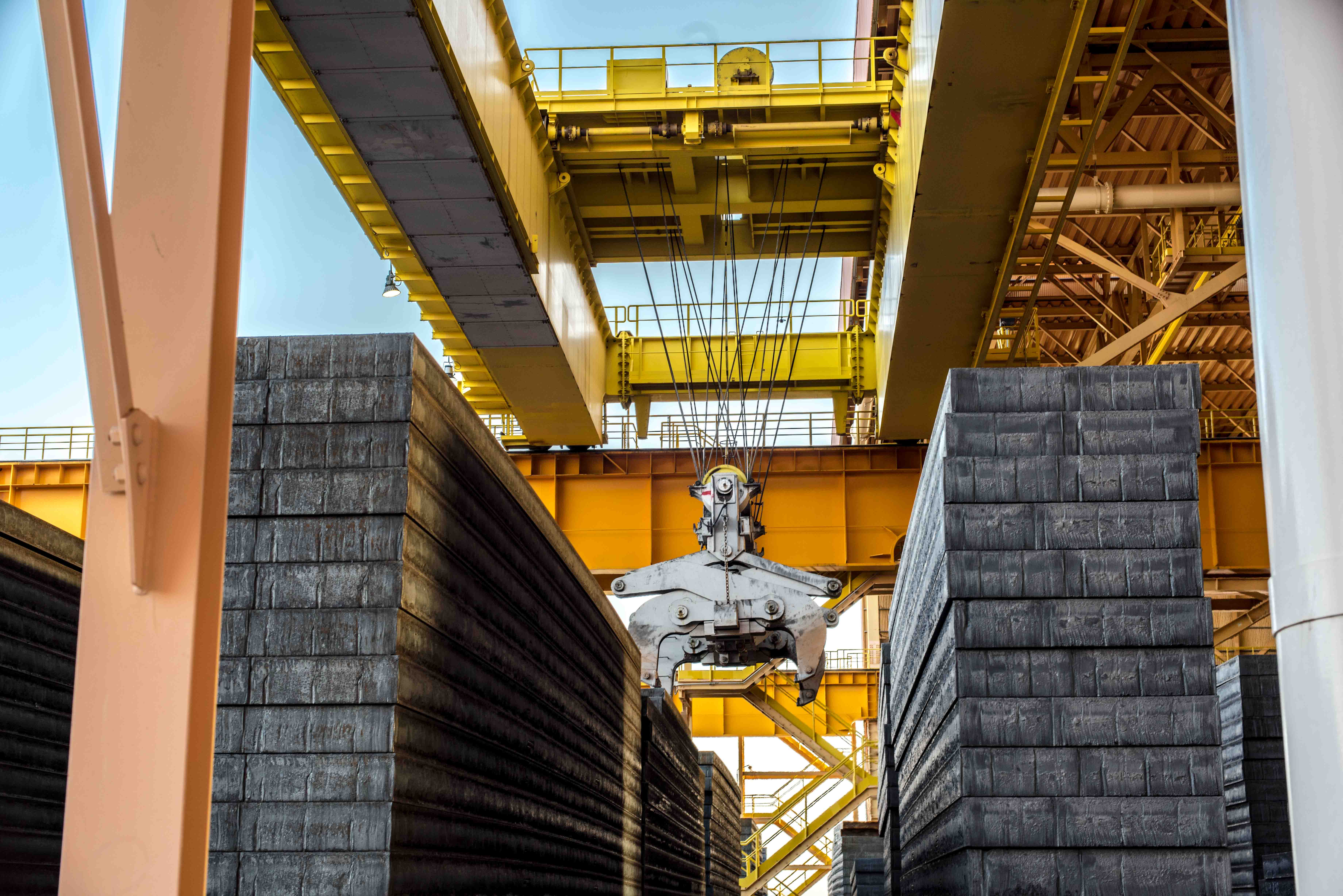
Pátio de Placas

### Ceará Steel: 2000 a 2007
O nome anterior do projeto era Ceará Steel e tinha como sócios o BNDESPar (40%), a sul-coreana Dongkuk Steel (34%), a italiana Danieli (17%) e a Companhia Vale do Rio Doce (9%). Este projeto faria uso da tecnologia de redução direta, que tem como base energética o gás natural, ao invés do carvão mineral.
A iniciativa sofreu dificuldade de implantação durante a transição dos governos de Lúcio Alcântara e Cid Gomes quando a Petrobras rompeu o contrato de fornecimento de gás com um preço preestabelecido, e os acionistas decidiram mudar a matriz energética para carvão mineral, para contornar os problemas de viabilidade do empreendimento.

### CSP - Companhia Siderúrgica do Pecém: 2007 a 2011
A Dongkuk Steel não desistiu da ideia de construir uma usina no Ceará e, ainda no Governo Lula, firmou uma parceria com a Vale para dar continuidade ao projeto. Durante esta fase, o capital da empresa era composto de 51% pela Dongkuk Steel e 49% pela brasileira Vale. Nesta composição foram obtidas as primeiras licenças ambientais.
Em novembro de 2010, a Posco assinou um acordo para passar a integrar o bloco de controle da CSP. A composição acionária de 50% da Vale, 30% Dongkuk Steel e 20% Posco passou a valer efetivamente em agosto de 2011, conforme o novo acordo de acionistas.

### Obras e início da operação: 2011 a 2016
O projeto teve início em 2011 e sua operação iniciou no primeiro semestre de 2016. O pico da obra atingiu a quantia de 15 mil operários. O início da produção de aço da CSP foi realizado em junho de 2016 e o início da exportação de sua produção em agosto do mesmo ano, configurando assim um recorde em ramp ups com duração de apenas três meses.

## Processo Siderúrgico
A CSP é a primeira siderúrgica integrada do Nordeste. Isso significa que realiza todas as etapas da produção de aço, desde o recebimento de matérias-primas ao lingotamento contínuo, que produz as placas de aço.
Pátio de Matérias-Primas
O Pátio de Matérias-Primas é a área da usina siderúrgica destinada ao recebimento, beneficiamento granulometria, estocagem e homogeneização das matérias-primas e insumos utilizados na produção de aço. As principais matérias-primas são carvão mineral, minério de ferro e calcário. Os insumos são dispostos em pilhas e são transportados até as unidades de produção por meio de correias transportadoras.
Coqueria
A Coqueria é a área responsável pela produção do coque, que é o produto da destilação e aglomeração do carvão mineral. Esta unidade de processo tem como principal característica o aquecimento indireto do carvão mineral dentro de fornos fechados (células) para remoção da matéria volátil nele contida. O coque é o insumo redutor do minério de ferro carregado no alto-forno. O gás gerado na Coqueria é utilizado nos demais processos siderúrgicos e na termelétrica para geração de energia, reduzindo assim as emissões no meio ambiente. 
Sinterização
A Sinterização é a unidade destinada à aglomeração de finos de minério de ferro para carregamento no alto-forno. Neste processo, os finos de minério são misturados com finos de carvão e de calcários e carregados na esteira de sinterização. A mistura sofre ignição e o calor da combustão do carvão funde parcialmente os finos de minério, criando um aglomerado que ao fim do processo é britado e peneirado, obtendo-se assim o sínter na qualidade requerida para carregamento no alto-forno.
Alto-Forno

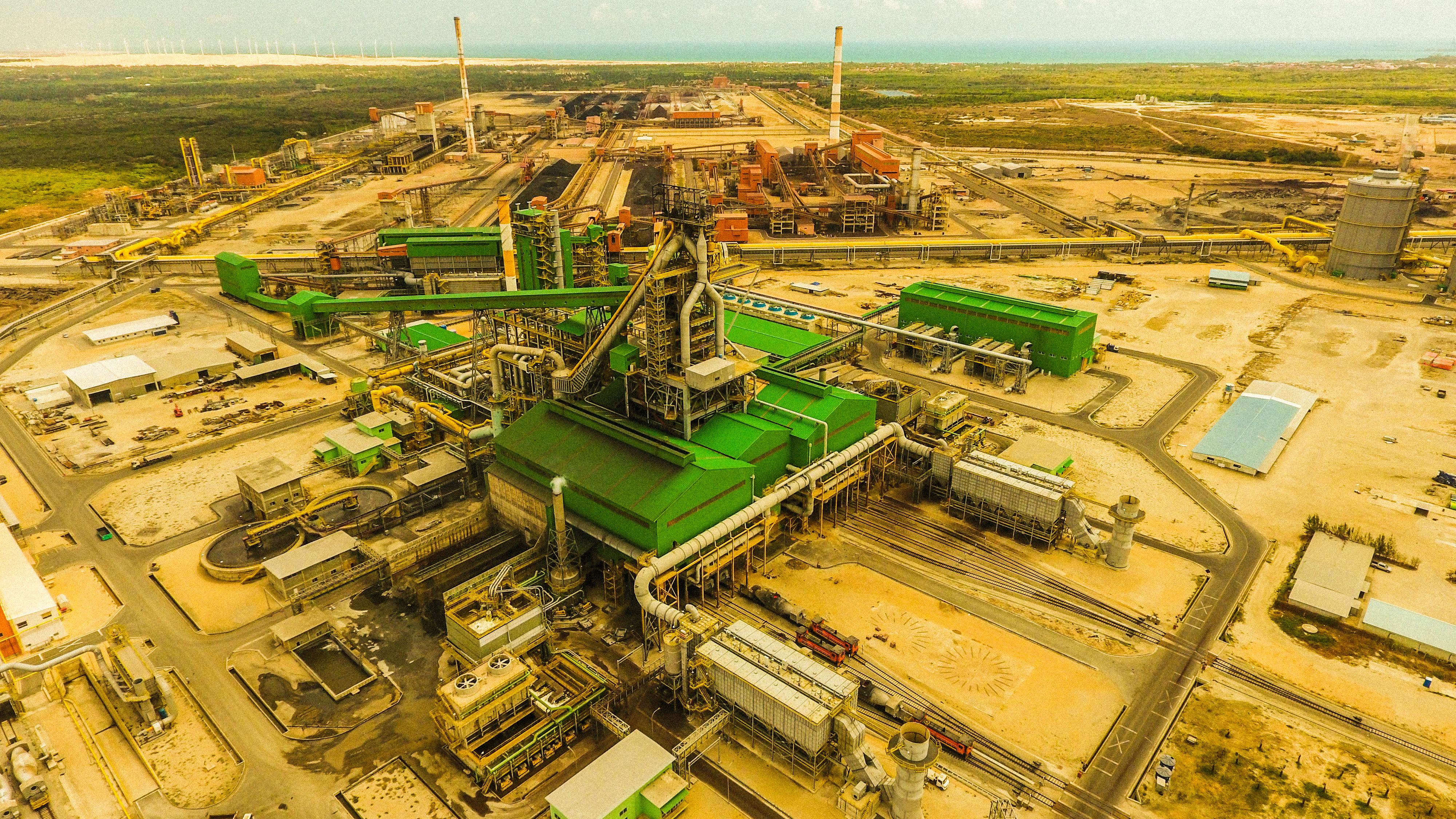
Alto-forno da Companhia Siderúrgica do Pecém

O Alto-forno é a unidade destinada à produção de ferro-gusa líquido, o qual será transformado em aço líquido na etapa seguinte do processo (Aciaria). Na produção de ferro-gusa, o minério de ferro (na forma de sínter e pelotas) é carregado pelo topo do alto-forno junto com o coque e os fundentes (calcários e outros). 
Aciaria
Na Aciaria, o ferro-gusa líquido recebido do alto-forno é dirigido a estações de pré-tratamento, que promovem sua dessulfuração, e carregado posteriormente em conversores de oxigênio (BOF), onde é refinado e transformado em aço líquido mediante sopro de oxigênio, reduzindo ainda mais o carbono e transformando parte das impurezas em gases (LDG). Em seguida, o aço líquido é tratado em outros equipamentos em um processo complementar chamado de refino secundário que promove o ajuste final de sua temperatura, composição química e características físicas, permitindo a fabricação de aços de elevado grau de pureza e qualidade. Essas características são determinadas pelos clientes compradores de aço da CSP, que produz mais de 300 tipos de aço ao carbono.
Lingotamento Contínuo
O Lingotamento Contínuo, etapa final da produção de placas de aço de alta qualidade, é a unidade responsável pela transformação do aço líquido em produtos semiacabados sólidos (placas) nas dimensões especificadas. Este processo consiste na solidificação progressiva do aço líquido ao atravessar moldes refrigerados e câmaras de spray de água. O Lingotamento Contínuo é baseado no vazamento vertical do aço líquido dentro de um molde de cobre refrigerado à água, aberto no topo e na base. O calor é retirado do aço durante a passagem deste material pelo molde, formando-se assim uma pele sólida externa ao veio de aço com resistência suficiente para conter o aço líquido. Após a saída do molde, o material passa a sofrer pressão do peso da coluna vertical de aço, um conjunto de suportes define a espessura e largura da placa. Por fim, há o corte da placa conforme especificação do comprimento do produto final. A CSP é a única siderúrgica do Brasil com capacidade de lingotar placas com 300mm de espessura em seu lingotamento contínuo.  

## CSP e sustentabilidade
A sustentabilidade está no DNA da CSP desde a sua gênese. Antes da construção da empresa, foi realizada a identificação de espécies de fauna e flora na área de influência da usina, resgate e reinserção para a Estação Ecológica do Pecém e plantio de 150 mil mudas de espécies nativas para recuperação de 206 hectares na Estação Ecológica do Pecém. A empresa realiza a gestão dos coprodutos e resíduos gerados em suas atividades, monitorando os aspectos e minimizando os impactos; reaproveitando ao máximo tudo o que pode ser reutilizado ou usado como coproduto interna ou externamente. Esses coprodutos são desde matérias-primas para cimenteiras a oxigênio para hospitais.
A CSP é autossuficiente em energia, produzindo toda a eletricidade necessária para o processo de produção de aço e vendendo o excedente para o Sistema Interligado Nacional (SIN). As tecnologias ambientais de ponta da Companhia Siderúrgica do Pecém (CSP) permitem que seus processos tenham índices que atendem com folga as leis e normas ambientais. 97% dos resíduos gerados pela siderúrgica são reciclados, reaproveitados ou vendidos. A média de consumo de água em 2018 de água por tonelada de aço bruto foi de 4,1 (m³/tab), 29,3% abaixo dos valores de referência das outras siderúrgicas nacionais, segundo valores do Instituto Aço Brasil.
A CSP implantou sistemas integrados para monitoramento contínuo, 24 horas por dia, das principais fontes de emissões atmosféricas e efluentes hídricos. Esses sistemas aumentam a confiabilidade dos dados, sendo usados para avaliar as condições dos processos industriais, a eficiência dos equipamentos de controle ambiental e o atendimento aos padrões legais. Além disso, a CSP tem como diretriz o cuidado com as pessoas e o desenvolvimento regional. Por meio de seus programas de relações com comunidades, mais de 20 mil pessoas foram atendidas por programas de empreendedorismo, capacitação e diálogo social.

## CSP e empregabilidade
A presença da Companhia Siderúrgica do Pecém gera em média 24 mil empregos diretos e indiretos, seguindo o fator multiplicador do Banco Nacional do Desenvolvimento (proporção 3:1 de empregos indiretos e diretos). Todos os processos seletivos para vagas na CSP são realizados na plataforma Vagas.com. O link para acesso pode ser encontrado no site da CSP na aba trabalhe conosco. A empresa também tem outras portas de entrada de empregabilidade. Uma delas é o programa Jovem Aprendiz CSP, que capacita jovens de São Gonçalo do Amarante e Caucaia em processos siderúrgicos e outros temas. Ao final do curso, os participantes estão preparados para vagas na siderúrgica e em outras empresas do Complexo Industrial e Portuário do Pecém.
O programa Jovem Aprendiz PCD promove a inclusão de Pessoas com Deficiências ao mercado de trabalho. Nesta modalidade, o programa é integrado por participantes de outras localidades e sem limite de idade. O Programa de Trainees CSP atende jovens profissionais recém-formados em diversas áreas de atuação. O programa oferece desenvolvimento profissional por meio de treinamentos técnicos, atuação em projetos, trabalho em equipe e mentoria com profissionais de grande vivência no setor siderúrgico.

## Produção
No ano de 2017, o Ceará destacou-se pela exportação de produtos semi-manufaturados de ferro e aço, somando um montante de US$ 1,04 bilhão, o que responde a 50% do total exportado pelo estado. Em 2016 esse produto representava apenas 14% das exportações, o que demonstra que o perfil das exportações do estado também foram modificados pela presença da companhia siderúrgica.